# Bogo
Bogo é uma cidade de sexta classe de renda da cidade na província Cebu, nas Filipinas. De acordo com o censo de 1 maio  de  2020 possui uma população de 88 867 pessoas e 23 260 domicílios.